# 조르주 르페브르

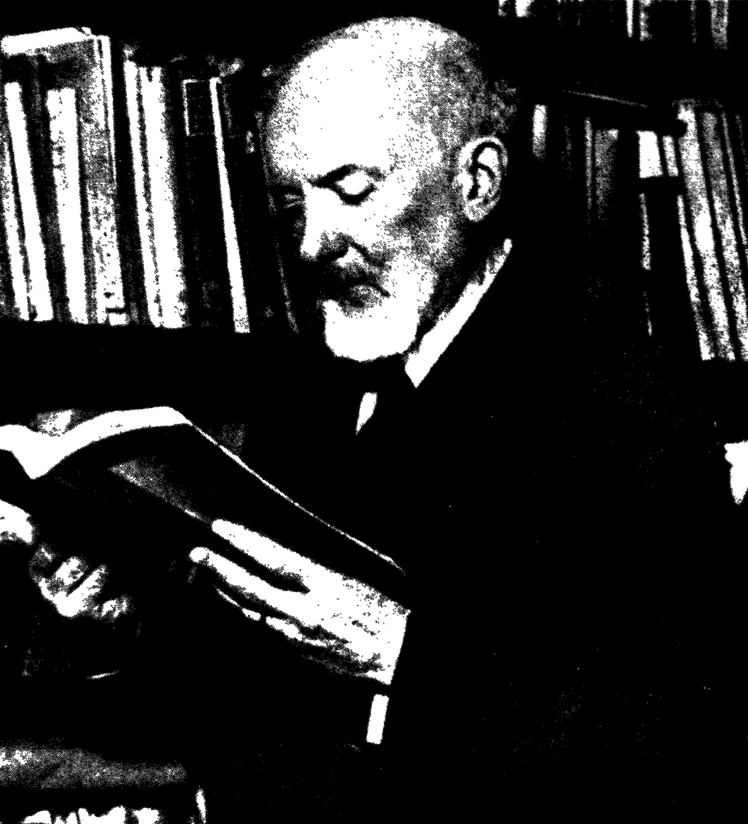

조르주 르페브르(Georges Lefebvre, 1874년 8월 6일 – 1959년 8월 28일)는 프랑스 역사가로, 프랑스 혁명과 농민 생활에 관한 저서로 가장 잘 알려져 있다. 그는 " 아래로부터의 역사 "의 개척자 중 한 명으로 간주된다.
르페브르는 릴의 검소한 가정에서 태어났다. 그는 공립학교에 다녔고 장학금의 도움으로 중등 및 대학 교육을 받았다. 그는 릴 대학에 다녔고 여기에서 고전 언어 대신 현대 언어, 수학 및 경제학을 강조하는 "특수 커리큘럼"을 따랐다. 조르주 르페브르가 1898년에 졸업한 후 20년 이상 동안 일련의 중등 학교에서 가르칠 수 있었던 것은 그의 학교 교육의 결과였다. 중등 학교 학생들을 가르치는 경력을 쌓은 후 Lefebvre는 대학 수준에서 가르치기 시작했다.
그는 제2차 세계대전 당시 마르크스주의, 특히 역사는 경제 구조와 계급 관계와 관련되어야 한다는 마르크스 주의 사상에 더욱 영향을 받았다.
1959년 파리에서 사망했다.
르페브르는 1904년에 글을 쓰기 시작했지만 1924년 50세가 되어서야 마침내 박사 학위 논문을 마칠 수 있었다. 이 작업은 프랑스 혁명이 시골에 미친 영향에 대한 상세하고 철저한 조사였다.
그는 종종 당시 농민이 견지했을 것이라고 생각하는 관점에서 글을 썼다. 그에 따르면, 프랑스 혁명의 4명의 주요 참여자가 있다. 귀족(군주제 개혁을 막음), 부르주아, 도시 혁명(바스티유를 습격), 농민 혁명이 그것이다.
동료 역사가들은 르페브르의 저작(1924-1959)의 지난 35년을 조사하는 경향이 있다. 이 시기를 선택한 이유는 그가 가장 영향력 있고 "지금까지 역사가들 사이에서 널리 퍼졌던 것보다 훨씬 더 복잡한 혁명 해석"을 썼기 때문이다.